# Тарутинский бой
Тарутинский бой — сражение, состоявшееся 6 (18) октября 1812 года в районе села Тарутино, Боровского уезда, Калужской губернии, между русскими войсками под командованием фельдмаршала Кутузова и французскими войсками маршала Мюрата.
Бой также называется битвой под рекой Чернишнею, французы также используют название ближайшей деревни Винково, описывая фр. bataille de Winkowo.
Успех укрепил дух русской армии, перешедшей в контрнаступление.

## Предыстория
После оставления Москвы армия Кутузова к началу октября в результате Тарутинского манёвра расположилась в укреплённом лагере близ села Тарутино за рекой Нарой. Русская армия получила отдых и возможность пополнить материальную часть и живую силу.
Наполеон, заняв Москву, оказался в затруднительном положении. Французские войска не могли полностью обеспечить себя необходимым в Москве. Развернувшаяся партизанская война препятствовала нормальному снабжению армии. Для фуражирования французам приходилось отправлять значительные отряды, которые редко возвращались без потерь. Для облегчения сбора провизии и охраны коммуникаций Наполеон был вынужден держать крупные войсковые соединения далеко за пределами Москвы.
Авангард Мюрата с 24 сентября расположился, наблюдая за русской армией, недалеко от села Тарутино на реке Чернишне (приток Нары) в 90 км от Москвы. Группировка состояла из следующих частей: 5-й корпус Понятовского, две пехотных и две кавалерийских дивизии, все 4 кавалерийских корпуса Наполеона. Общая численность группировки, согласно армейским ведомостям на 20 сентября, насчитывала 26 540 человек (по данным Шамбре); сам Шамбре, учитывая потери за предшествующий месяц, оценил силы авангарда к 18 октября в 20 тысяч. Авангард имел сильную артиллерию в 197 пушек, которые, по словам Клаузевица, «скорее обременяли авангард, чем могли быть ему полезны». Фронт и правый фланг растянутого расположения Мюрата были прикрыты реками Нарой и Чернишней, левый фланг выходил на открытое место, где только лес отделял французов от русских позиций.
Противоборствующие армии соседствовали некоторое время без боевых столкновений.
Из записок А. П. Ермолова:

«Гг. генералы и офицеры съезжались на передовых постах с изъявлением вежливости, что многим было поводом к заключению, что существует перемирие.»

В таком положении обе стороны оставались две недели.

4 октября Наполеон послал в лагерь Кутузова, в село Тарутино, маркиза Лористона, бывшего послом в России перед самой войной. Наполеон хотел, собственно, послать генерала Коленкура, герцога Виченцского, тоже бывшего послом в России ещё до Лористона, но Коленкур настойчиво советовал Наполеону этого не делать, указывая, что такая попытка только укажет русским на неуверенность французской армии. Наполеон раздражился, как всегда, когда чувствовал справедливость аргументации спорящего с ним; да и очень он уж отвык от спорщиков. Лористон повторял аргументы Коленкура, но император оборвал разговор прямым приказом: «Мне нужен мир; лишь бы честь была спасена. Немедленно отправляйтесь в русский лагерь». … Кутузов принял Лористона в штабе, отказался вести с ним переговоры о мире или перемирии и только обещал довести о предложении Наполеона до сведения Александра. Царь не ответил.— Тарле Е. В. Наполеон. — М.: Госиздат, 1941. — С. 304, 305.
Партизаны сообщили, что Мюрат на случай нападения не имел подкреплений ближе чем в Москве. Было решено атаковать французов, использовав удачную диспозицию, и разгромить Мюрата.

## Накануне боя
План атаки разработал генерал от кавалерии Беннигсен, начальник главного штаба у Кутузова. К левому флангу французов почти вплотную подходил большой лес, что давало возможность скрытно приблизиться к их расположению. Эту особенность было решено использовать.
Армия по плану атаковала двумя частями. Одна, под личным командованием Беннигсена, должна была скрытно через лес обойти левый фланг французов. Группировка состояла из 2-го, 3-го, 4-го пехотных корпусов, 1-го кавалерийского корпуса, а также 10 полков казаков под командованием генерал-адъютанта графа Орлова-Денисова.
Остальные корпуса под командованием Милорадовича должны были сковать боем правый фланг французов. Отдельный отряд генерал-лейтенанта Дорохова по плану должен перерезать Мюрату пути отхода на Старой Калужской дороге в районе села Вороново. Главнокомандующий Кутузов оставался с резервами в лагере и осуществлял общее руководство.
Мюрат понимал рискованное расположение своих отрядов, а также имел сведения о предстоящей атаке. Видимо, приготовления русских не остались для него тайной. За день до сражения французы всю ночь стояли под ружьём в полной готовности, однако ожидаемого нападения не последовало. Атака русских войск запоздала на день из-за отсутствия начальника штаба Ермолова, который был на званом обеде.
На следующий день Мюрат издал приказ об отводе артиллерии и обозов. Однако адъютант, доставив приказ начальнику артиллерии, застал того спящим и, не подозревая о срочности ситуации, решил подождать до утра. В результате утром французы абсолютно не были готовы к отражению атаки. Момент для сражения оказался удачным для русских.

## Ход боя

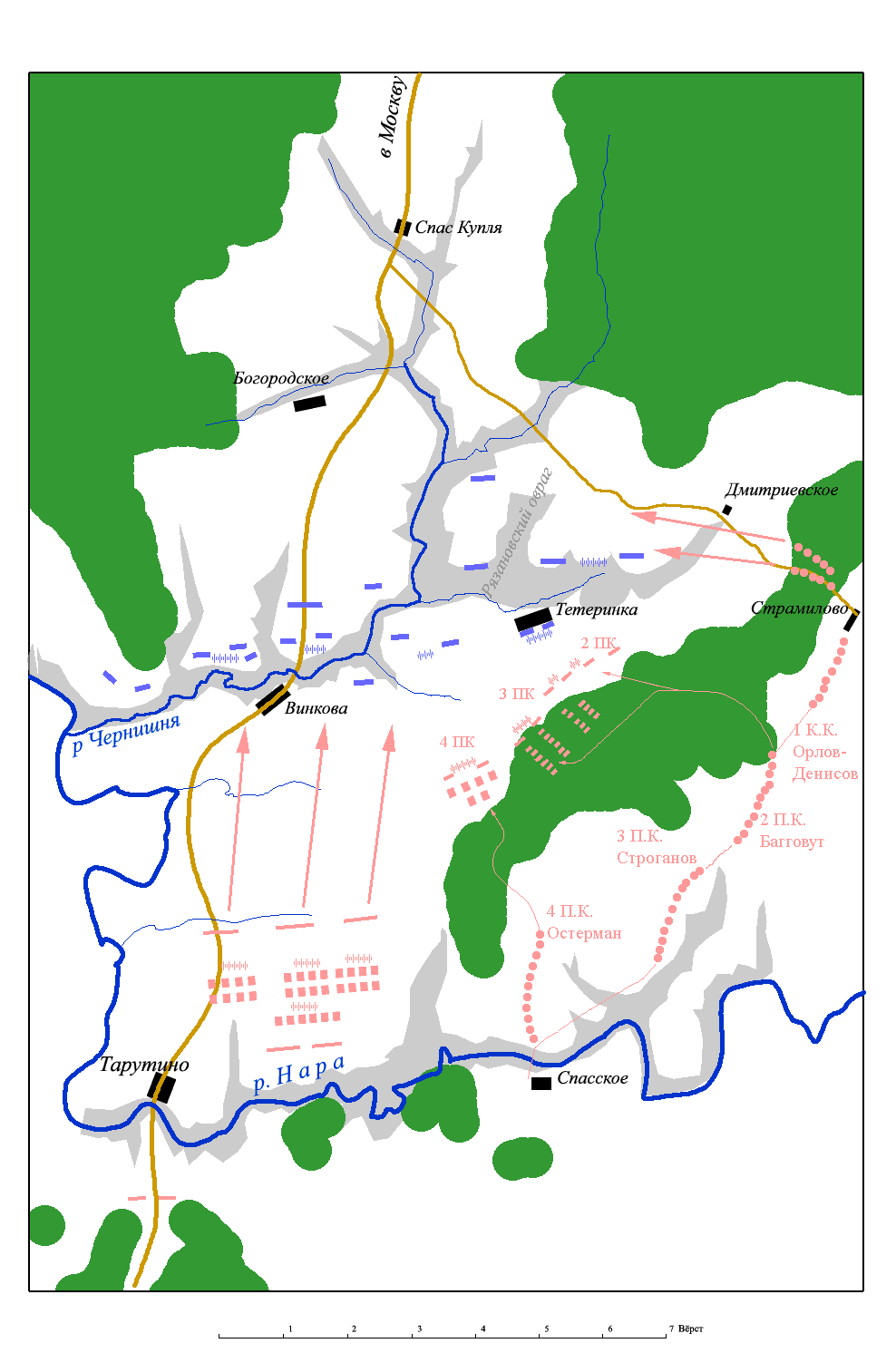
Тарутинский бой

Ещё с вечера 17 октября (5 окт. по старому стилю) колонны Беннигсена, соблюдая осторожность, перешли реку Нару у Спасского. Ночной марш и неправильный расчет обходного движения привели к замедлению, войска не успели своевременно подойти к неприятелю. Только Орлов-Денисов, командовавший крайней правой колонной в основном из казаков, ещё до рассвета достиг села Дмитровского за левым флангом французов. Милорадович до рассвета не предпринимал активных передвижений.
С рассветом неприятельский лагерь пробуждался, а пехотные корпуса так и не показывались на опушке. Не желая упускать внезапность, Орлов-Денисов принял решение в 7 утра атаковать самостоятельно. Французы из корпуса кирасиров генерала Себастиани успели второпях сделать несколько выстрелов и в беспорядке бежали за Рязановский овраг. Казаки бросились на врага опрокинув 3 полка и захватили 38 орудий.  Левый фланг французов от разгрома спас Мюрат. Собрав бежавших, он организовал контратаки и остановил продвижение русских.
В этот момент на опушке напротив Тетеринки, прямо напротив французской батареи показался 2-й пехотный корпус Багговута. Завязалась артиллерийская перестрелка. Генерал-лейтенант Багговут, переживший кровопролитное Бородинское сражение, был убит в самом начале этого боя, что не позволило корпусу действовать более решительно. Беннигсен, не склонный к импровизациям на поле боя, не решился действовать частью сил, отдал приказ отойти до подхода остальных войск, блуждавших в лесу. Этим замешательством воспользовался Мюрат. Продолжая отбиваться от казаков, он приказал обозам артиллерии отступать к Спас-Купле. Когда из леса показались наконец все корпуса, момент для разгрома французов был упущен.
Войска Милорадовича на левом фланге русских двинулись по Старой Калужской дороге из Тарутино в Винково, как по учебному плацу. Вероятно, вследствие неудачи обходных колонн Кутузов приказал остановить войска Милорадовича, хотя французы отступали и можно ещё было отрезать отдельные части. Орлов-Денисов с казаками преследовал французов до Спас-Купли.
Отступивший с основными силами к Спас-Купле Мюрат укрепил позицию батареями и открыл фронтальный огонь, остановивший русское продвижение. Позже он отступил к Вороново. Русские полки вечером с песнями и музыкой вернулись в свой лагерь.

## Итог сражения
Разгрома Мюрата не получилось вследствие промахов как в планировании атаки, так и в нечётком исполнении войсками намеченных планов. По подсчётам историка М. И. Богдановича, реально в бою с русской стороны приняли участие 5 тысяч пехоты и 7 тысяч конницы. Следует отметить явное нежелание Кутузова ввязываться в сражение с французами. Главнокомандующий русской армии считал ненужными боевые действия в тот момент, когда время работало на Россию. По другим сведениям, Кутузов получил известия о готовящемся отходе Наполеона из Москвы и не желал отдалять войска от лагеря.

Из записок генерала А. П. Ермолова:

..Сражение могло кончиться несравненно с большею для нас выгодою, но вообще мало было связи в действии войск. Фельдмаршал, уверенный в успехе, оставался при гвардии, собственными глазами не видал; частные начальники распоряжались по произволу. Огромное количество кавалерии нашей близко к центру и на левом крыле казалось более собранным для парада, красуясь стройностию более, нежели быстротою движения. Можно было не допустить неприятеля соединить рассеянную по частям его пехоту, обойти и стать на пути его отступлению, ибо между лагерем его и лесом было немалое пространство. Неприятелю дано время собрать войска, свезти с разных сторон артиллерию, дойти беспрепятственно до лесу и пролегающею чрез него дорогою отступить чрез селение Вороново. Неприятель потерял 22 орудия, до 2000 пленных, весь обоз и экипажи Мюрата, короля неаполитанского. Богатые обозы были лакомою приманкою для наших казаков: они занялись грабежом, перепились и препятствовать неприятелю в отступлении не помышляли.
Цель Тарутинского боя не была достигнута полностью, но его результат оказался успешным, и ещё большее значение имел успех для подъёма духа русских войск. Прежде в ходе войны ни в одном сражении у любой из сторон (даже при Бородино) не было такого количества захваченных пушек, как в этом — 38 орудий. В письме царю Александру I Кутузов сообщает о 2 500 убитых французах, 1 000 пленных, и ещё 500 пленных на следующий день взяли казаки при преследовании. Свои потери Кутузов оценил в 300 убитых и раненых. Клаузевиц подтверждает французские потери в 3—4 тысячи солдат. Два генерала Мюрата погибли (Дери и Фишер). На другой день после сражения на русские посты передали письмо от Мюрата с просьбой выдать тело генерала Дери, начальника личной гвардии Мюрата. Просьбу удовлетворить не смогли, так как тело не отыскали.

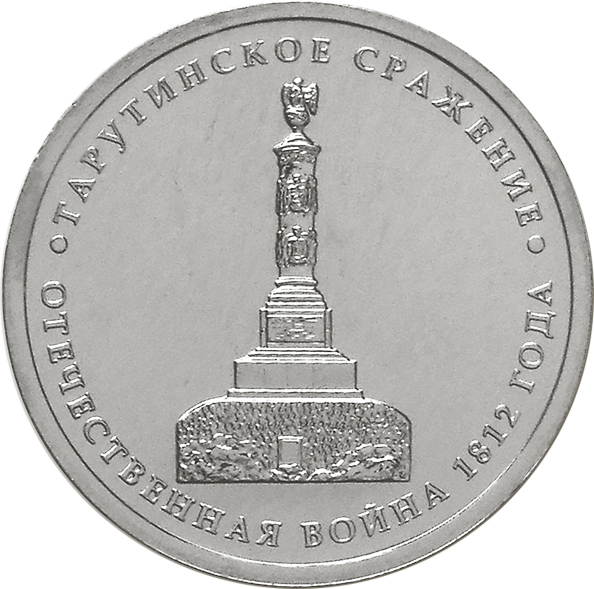
Памятная монета Банка России

Военный историк М. И. Богданович в своём труде приводит ведомость потерь русской армии, где значатся 1 200 человек (74 убитых, 428 раненых и 700 пропавших без вести). Однако приведённые в ведомости данные не являются полными. По данным А. А. Васильева, дополнившего ведомость информацией по неучтённым частям, войска лишились убитыми, ранеными и пропавшими без вести более 1 500 человек. Российский историк Безотосный пишет, что Мюрат потерял 4 000 человек (из них 1 200 взяты в плен) и 38 орудий. Русский урон, по его оценке, составил примерно 1 500 человек, что в целом совпадает с Васильевым. Согласно надписи на мраморной плите на стене Храма Христа Спасителя, русские потеряли убитыми и ранеными 1 183 человека.
Александр I щедро наградил военачальников. Кутузов получил золотую шпагу с алмазами и лавровым венком, Беннигсен — алмазные знаки ордена св. Андрея Первозванного и 100 тысяч рублей. Десятки офицеров и генералов — награды и повышения в звании. Нижние чины, участники боя, получили по 5 рублей на человека.
Несогласованность на поле боя вызвала обострение давнего конфликта Кутузова и Беннигсена (который упрекал главнокомандующего за отказ в поддержке и отзыв с поля боя корпуса Дохтурова) и привела к удалению Беннигсена из армии.
Полагают, что именно бой под Тарутино подтолкнул Наполеона к отступлению из Москвы. Хотя решение об отходе было уже принято императором, он ещё не был уверен в точной дате. Отступление французов в сторону Калуги началось на следующий день после боя, 19 октября.
Во время Тарутинского сражения лагерь Кутузова располагался в деревне Левашевка, в двух верстах от Тарутино. Император Александр I в 1817 году, при посещении Тарутино для осмотра двух гренадерских дивизий, проезжая через Левашевку, остановился у той избы, где жил Кутузов в 1812 году, вошёл в неё и пожаловал хозяину 500 рублей.
В честь победы, одержанной над французами, владелец Тарутина граф С. П. Румянцев освободил 745 крестьян от крепостной зависимости в 1829 году, обязав их поставить памятник на поле битвы.